# Kaambooni
Koordinaten: 1° 38′ S, 41° 34′ O
Der kleine Ort Kaambooni (auch Kiamboni, Kiyambooni, Kaamba Kiyaambo, Kiyemboni, Chiamboni, Chiambone geschrieben) liegt im äußersten Süden Somalias am Indischen Ozean beim Landvorsprung Raas Kaambooni (Raas Jumbo), nahe der Grenze zu Kenia. In der Umgebung leben etwa 328 Menschen.
Kleine Koralleninseln ziehen sich der Küste entlang, nach Norden die südlichsten Ausläufer der Bajuni-Inseln und nach Süden die kleinen Lama Shaaqa. Kaambooni liegt in der Verwaltungsregion Jubbada Hoose.

## Geschichte
Am 8. Januar 2007 kamen bei einem Bombenangriff der United States Air Force in Raas Kaambooni auf den mutmaßlichen Aufenthaltsort von Fazul Abdullah Muhammad, den mutmaßlichen Anführer der al-Qaida in Ostafrika, 24 Menschen ums Leben. Fazul Abdullah Muhammad wurde dabei nicht getroffen.
Im Oktober 2011 eroberten kenianische Truppen die Stadt im Kampf gegen die Al Shabaab-Milizen.